# Ивановское сельское поселение (Тверская область)
Ивановское сельское поселение (карел. Ivanovan kyläkunda) — упразднённое муниципальное образование в составе Весьегонского района Тверской области России.
На территории поселения находились 58 населённых пунктов.
Административный центр — деревня Иваново.
Образовано в 2005 году, включило в себя территории Барановского и Ивановского сельских округов.
Законом Тверской области от 17 апреля 2017 года № 26-ЗО, были преобразованы, путём их объединения, Пронинское и Ивановское сельские поселения в Ивановское сельское поселение.
Упразднено 31 мая 2019 года путём объединения всех поселений муниципального района в Весьегонский муниципальный округ.

## География
- Общая площадь: 435,5 км²
- Нахождение: центральная часть Весьегонского района.
  - Граничит:
    - на севере — с Ёгонским СП и городским поселением город Весьегонск,
    - на северо-востоке — с Вологодской областью (по Рыбинскому водохранилищу),
    - на юго-востоке — с Чамеровским СП,
    - на юге — с Пронинским СП и Кесемским СП,
    - на западе — с Любегощинским СП.

Главная река — Кесьма.
Поселение пересекает шоссе «Тверь—Бежецк—Весьегонск—Устюжина».

## Население
| 2010 | 2011  | 2012  | 2013 | 2014 | 2015 | 2016 |
| ---- | ----- | ----- | ---- | ---- | ---- | ---- |
| 1036 | ↘1029 | ↘976  | ↘926 | ↘892 | ↘875 | ↘844 |
| 2017 | 2018  | 2019  |      |      |      |      |
| ↘834 | ↗1207 | ↘1198 |      |      |      |      |

Национальный состав: русские и тверские карелы.

## Населенные пункты
На территории поселения находились следующие населённые пункты:
| №  | Тип нп | Название              | Население (2008 год) |
| -- | ------ | --------------------- | -------------------- |
| 1  | дер.   | Иваново               | 174                  |
| 2  | дер.   | Арефино               | 21                   |
| 3  | дер.   | Баскаки               | 36                   |
| 4  | дер.   | Бор                   | 15                   |
| 5  | дер.   | Борихино              | 5                    |
| 6  | дер.   | Бренево               | 0                    |
| 7  | дер.   | Бухрово               | 13                   |
| 8  | дер.   | Волосово              | 24                   |
| 9  | дер.   | Восход                | 126                  |
| 10 | дер.   | Григорково            | 22                   |
| 11 | дер.   | Ещево                 | 46                   |
| 12 | дер.   | Збрындино             | 7                    |
| 13 | дер.   | Кишкино               | 2                    |
| 14 | дер.   | Копаево               | 79                   |
| 15 | дер.   | Лукино                | 9                    |
| 16 | дер.   | Малышево              | 13                   |
| 17 | дер.   | Маринино              | 2                    |
| 18 | дер.   | Михалево              | 7                    |
| 19 | дер.   | Погорелово            | 59                   |
| 20 | дер.   | Подлесное             | 25                   |
| 21 | дер.   | Постижино             | 0                    |
| 22 | дер.   | Приворот              | 29                   |
| 23 | дер.   | Самша-2               | 18                   |
| 24 | дер.   | Сенцово               | 2                    |
| 25 | дер.   | Суслово               | 2                    |
| 26 | дер.   | Титовское             | 4                    |
| 27 | дер.   | Троицкое-Александрово | 13                   |
| 28 | дер.   | Чижово                | 2                    |
| 29 | дер.   | Юрьевское             | 8                    |
| 30 | дер.   | Бараново              | 96                   |
| 31 | дер.   | Выбор                 | 24                   |
| 32 | дер.   | Горка                 | 41                   |
| 33 | дер.   | Крешнево              | 138                  |
| 34 | дер.   | Самша-1               | 14                   |

### Бывшие населенные пункты
В 1999 году исключена из учетных данных деревня Григорово.

Ранее исчезли деревни: Глинницы, Данилково, Троеверша, Чурилово.

Деревня Живни вошла в черту города Весьегонска.

## История
В XIX — начале XX века деревни поселения относились к Перемутской и Телятинской волостям Весьегонского уезда Тверской губернии.

## Известные люди
В деревне Крешнево родился Герой Советского Союза Иван Михайлович Афонин.